# Bohoričica

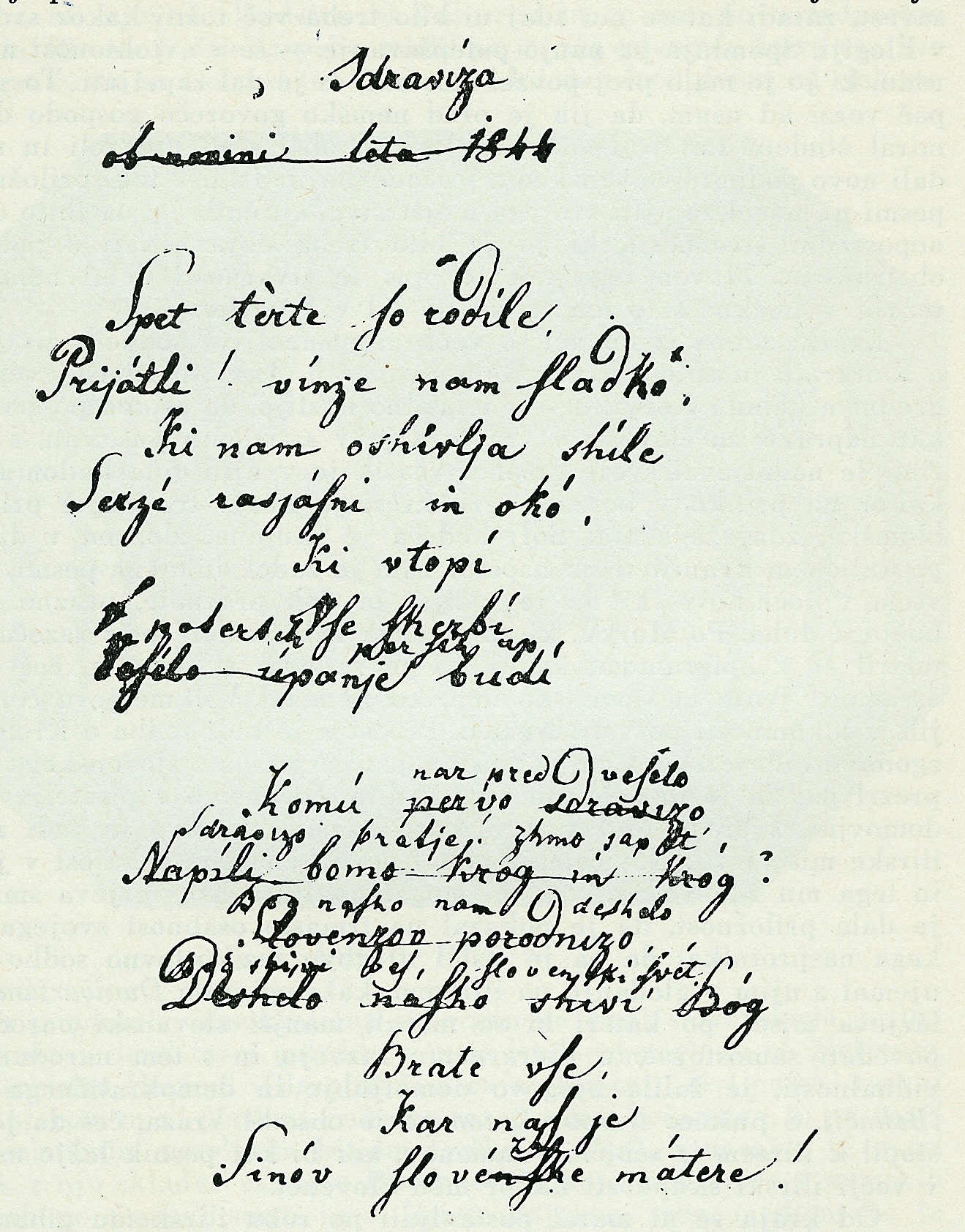
Erstversion der Zdravljica von France Prešeren im Bohorič-Alphabet

Die Bohoričica oder das Bohorič-Alphabet wurde vom 16. bis ins 19. Jahrhundert in der slowenischen Sprache benutzt.

## Ursprünge
Benannt ist sie nach Adam Bohorič, der das Alphabet in seinem Buch Articae Horulae Succisivae kodifizierte. Dieses wurde 1583 gedruckt und 1584 veröffentlicht.
Dabei griff Bohorič auf die vom lutherischen Prediger Primož Trubar im Katechismus in den windischenn Sprach verwendete Schreibung zurück, dem ersten Druckwerk in slowenischer Sprache (vgl. Windisch). Trubar hatte jedoch keine konsequenten Regeln erarbeitet und verwendete häufig alternative Schreibweisen für dasselbe Wort.

## Merkmale
Das Alphabet besteht aus 25 Buchstaben (einschließlich 3 Digraphen) in der folgenden Reihenfolge:

a  b  d  e  f  g  h  i  j  k  l  m  n  o  p  r  ſ  ſh  s  sh  t  u  v  z  zh

Die Bohoričica unterscheidet sich vom modernen slowenischen Alphabet in folgenden Buchstaben:
| Majuskel | Minuskel | IPA  | Modernes Slowenisch |
| -------- | -------- | ---- | ------------------- |
| Z        | z        | /ts/ | c                   |
| ZH       | zh       | /tʃ/ | č                   |
| S, Ş     | ſ        | /s/  | s                   |
| SH, ŞH   | ſh       | /ʃ/  | š                   |
| S        | s        | /z/  | z                   |
| SH       | sh       | /ʒ/  | ž                   |

(In diesen Fällen lehnt sich der Bohoričicalautwert an den deutschen Gebrauch an.)
In der frühen Bohoričica hatten einige Buchstaben mehrdeutige Majuskeln:
- I war die Majuskelform von i und j
- V war die Majuskelform von u und v
- S war die Majuskelform von s und ſ
- SH war die Majuskelform von sh und ſh.

Es bestanden weitere Unterschiede zur modernen slowenischen Rechtschreibung. Das Schwa vor dem silbischen R wurde streng mit dem Buchstaben E geschrieben, während im modernen Slowenischen das E weggelassen wird (außer am Wortende): Der slowenische Name für die Stadt Triest, Trst, wurde also als Terſt geschrieben, das Wort für Platz wurde als terg (anstelle des modernen trg) geschrieben etc. Ein-Buchstaben-Präpositionen wie v (in), s/z (mit/von) oder k/g (zu) wurden mit einem Apostroph geschrieben: Daher würde der Ausdruck „in Laibach“ als „v’Ljubljani“ anstelle des modernen slowenischen „v Ljubljani“ geschrieben, „zu mir“ wäre „k’meni“ anstelle von modern „k meni“ usw.

## Historische Entwicklung
Mittelalterliche slowenische Sprachzeugnisse sind aufzählbar rar. Der Beginn der slowenischen Schriftsprache wird mit der Reformationszeit angesetzt und hierfür musste sich erst ein Standard entwickeln.
Die Bohoričica wurde 1583/84 vom protestantischen Autor Adam Bohorič in seinem Buch Articae horulae succisivae kodifiziert, das als erste Grammatik der slowenischen Sprache gilt. Es basiert auf der deutschen Schrift, die Primož Trubar seit 1555 für das Slowenische angewandt hatte. Die Unterschiede der Bohoričica zu Trubars ursprünglichem Gebrauch der deutschen Schrift sind teilweise auf Einflüsse Sebastjan Kreljs und Jurij Dalmatins zurückzuführen. Auch Dalmatins slowenische Erstveröffentlichung der gesamten Bibel bediente sich der Bohoričica.
Obwohl die Gegenreformation die protestantische Religionsgemeinschaft im slowenischen Sprachraum vollständig auslöschte, wurde die Schreibung von katholischen Autoren übernommen, insbesondere vom katholischen Bischof von Laibach Thomas Chrön (Amtszeit 1597–1630). Im 17. und frühen 18. Jahrhundert wurden nur sehr wenige literarische Texte in slowenischer Sprache verfasst. Dennoch blieb die Bohoričica während dieser Zeit in Gebrauch. Zum Beispiel wurden alle slowenischen Namen in Valvasors Buch Die Ehre dess Hertzogthums Crain in dieser Schreibung wiedergegeben.
Mit der Wiederbelebung des slowenischen Schrifttums im späten 18. Jahrhundert erlangte die Bohoričica allgemeine Verwendung. In dieser Phase erfuhr sie Modernisierungen auf Initiative der Philologen Marko Pohlin und Jurij Japelj. Zum Ende des 18. Jahrhunderts erfuhr sie die volle Akzeptanz von den Intellektuellen der Aufklärung um Sigmund Zois. Mit den Autoren Anton Tomaž Linhart und Valentin Vodnik wurde sie wieder zu einem etablierten Werkzeug des literarischen Ausdrucks.
Die Bohoričica hatte sich zwar durchsetzen können, sie litt jedoch unter einer Reihe von Einschränkungen:
- Slowenisch hat acht Vokale; die Bohoričica hat jedoch nur fünf Vokalzeichen (diese Unterbestimmung teilt sie mit der modernen slowenischen Rechtschreibung).
- Die Kombination „sh“ kann in seltenen Fällen uneindeutig sein, wenn die Laute s und h aufeinanderfolgen (wie in slowenisch shujšati: abnehmen).
- Sie legt (wie auch die moderne Schreibung) die Vokallänge nicht nieder.
- Ebenso fehlt (wie in der modernen Schreibung) die Information über die Betonung.

## Ersatz
Die Bohoričica wurde bis in die 1820er Jahre nicht in Frage gestellt. Dann gab es mehrere Versuche, sie durch phonetische Alphabete zu ersetzen. Die beiden bekanntesten Versuche waren 1824 von Peter Dajnko (Dajnica) und 1825 von Fran Metelko (Metelčica).
Diese Versuche erfuhren zwar maßgebliche Unterstützung vom Philologen Jernej Kopitar, stießen jedoch bei romantischen Intellektuellen um Matija Čop und France Prešeren auf heftige Ablehnung. Darüber entspann sich eine Debatte, die als Slowenischer ABC-Krieg (slowenisch slovenska abecedna vojna) bezeichnet wurde. Mitte der 1830er Jahre hatten sich die Anhänger der Bohoričica gegen die Innovatoren durchgesetzt, auch dank der Unterstützung des tschechischen Sprachwissenschafters František Čelakovský.
Die Kritik an der Bohoričica verstummte jedoch nicht mehr. In den 1840er Jahren schlug deshalb der Herausgeber Janez Bleiweis als Kompromiss eine leicht modifizierte Version der Gajica vor, eine damals neue Schreibung der kroatischen Sprache, die sich der Lateinschrift bediente und sich an die tschechische Schreibung anlehnte. Bleiweis führte diese Schreibung in seiner Zeitschrift Kmetijske in rokodelske novice (Nachrichten für Bauern und Handwerk) ein. Diese Lösung stieß auf großen Anklang, und zwischen 1848 und 1850 löste die Gajica die Bohoričica vollständig ab.

## Wiederbelebungsversuche
Da frühe EDV-Systeme schlecht mit Diakritika umgehen konnten, gab es im frühen Computerzeitalter Vorschläge, diese in Anlehnung an die Bohoričica zu umschreiben. In den 1990er Jahren griffen Autoren im Umkreis der Zeitschrift Revija SRP den Vorschlag auf, č š ž mit ch sh zh zu umschreiben. Dies wurde jedoch kaum beachtet; č š ž werden im Zweifel als c s z eingegeben.